# Pietrasanta

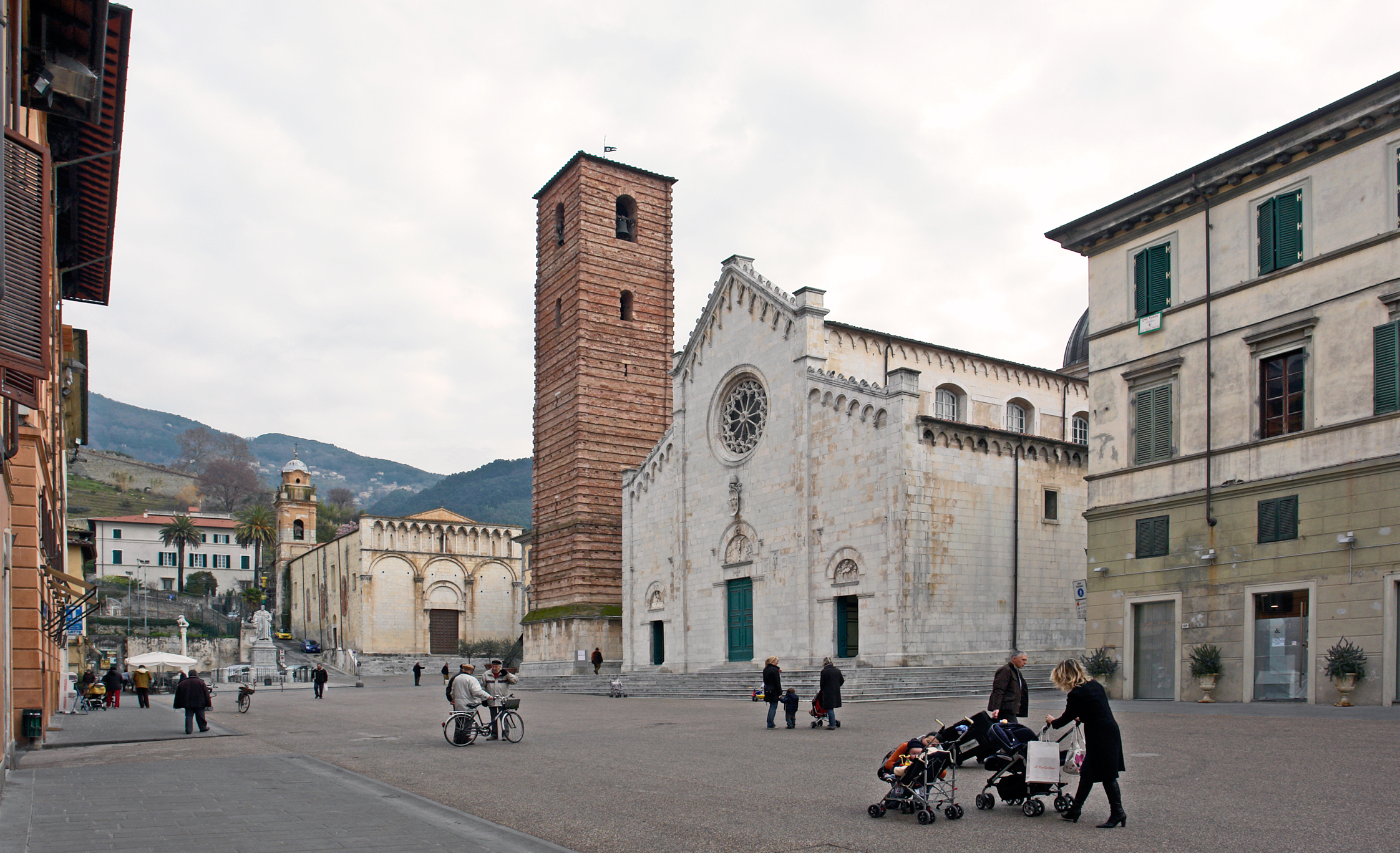
Plaza de la Catedral con la iglesia de San Agustín detrás.

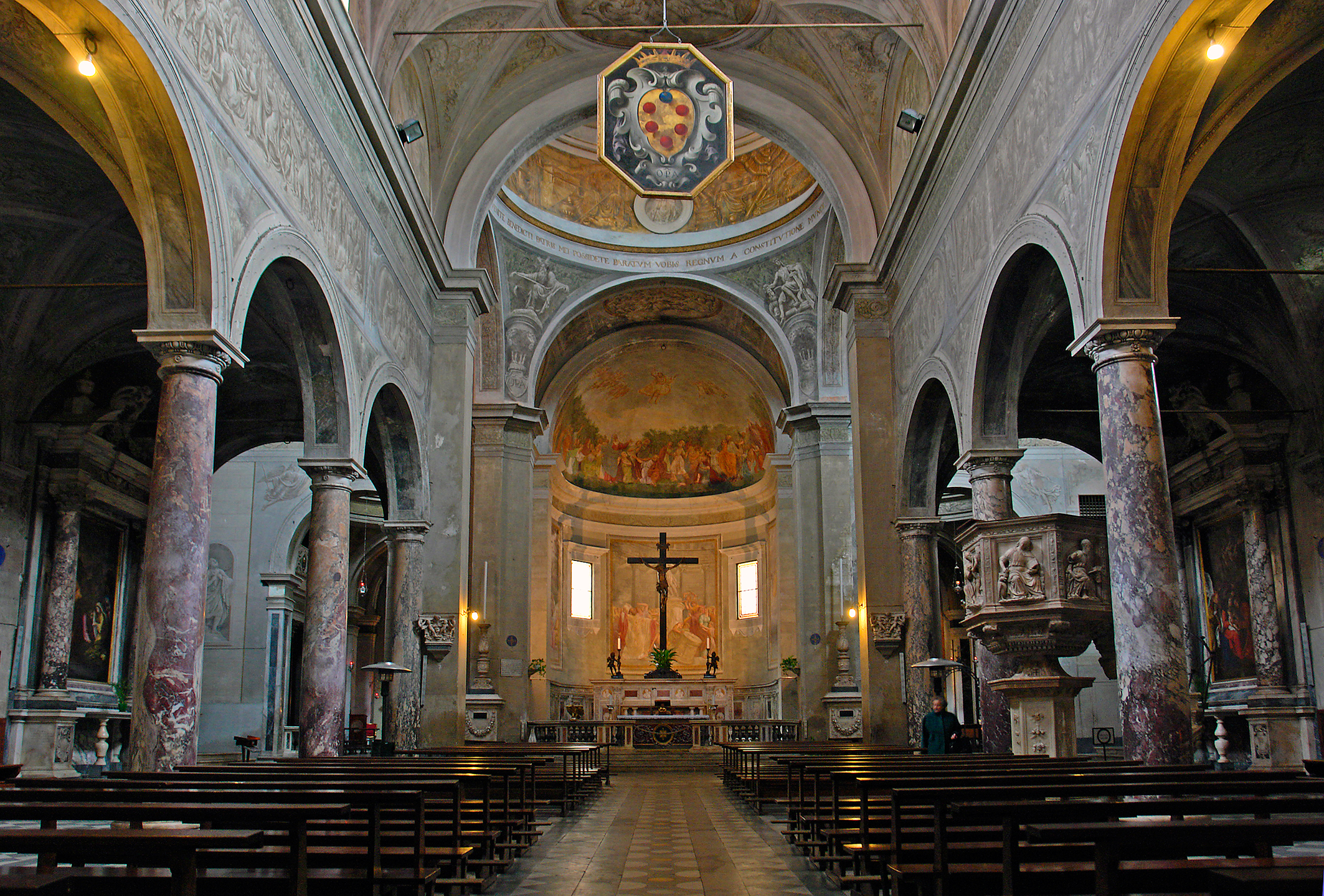
Interior de la Catedral de Pietrasanta.

Pietrasanta es una localidad y comuna de la Versilia en la costa norte de Toscana, en Italia, en la provincia de Lucca. En diciembre de 2007 tenía 24.609 habitantes. Pietrasanta se encuentra en las últimas estribaciones de los Alpes Apuanos. Está a unos 32 km al norte de Pisa, a una hora de Florencia, y a una hora y media de viaje desde Génova. El pueblo se asienta a 3 km de distancia desde la costa.
Capital histórica de la Versilia, es un centro internacional de la elaboración del mármol y el bronce. Acoge numerosas galerías de arte, muestras temporales y posee un centro histórico con numerosos monumentos.

Quel che mi piace è Pietrasanta:
bellissima cittadina, con piazza unica,

una cattedrale da grande città,

e, sfondo, le Alpi Apuane.

E che paese all'intorno!
— Giosuè Carducci

Por su cercanía con las canteras de mármol de Carrara, es un centro de febril actividad artística donde artistas como Fernando Botero —autor de los frescos de la Chiesa della Misericordia de Pietrasanta— Igor Mitoraj, Franco Adami, Gonzalo Fonseca, Pietro Cascella, Kan Yasuda, Julio Larraz, Jean Michael Folon y otros residen permanentemente o trabajan periódicamente.
La localidad estuvo ligada a la Toscana, desde que el papa León X la concedió a la República de Florencia en 1513.

## Lugares de interés

### Centro histórico
El centro histórico alberga numerosos monumentos, entre los que destacan la plaza de la catedral, el Duomo o catedral de San Martín, de estilo románico y gótico y la iglesia de San Agustín, de estilo románico, con un imponente campanario barroco.
En la actualidad funciona como sala de arte donde se pueden contemplar esculturas y cuadros de artistas actuales.
Junto al edificio está el claustro, sede del centro cultural «Luigi Russo». En la plaza también se puede contemplar la Torre cívica, o Torre de las horas, en estilo gótico.
En la Marina di Pietrasanta, a pocos kilómetros descendiendo hacia el mar de Liguria, se halla la Villa La Versiliana, edificada por el vate Gabriele D'Annunzio.

## Evolución demográfica
| Gráfica de evolución demográfica de Pietrasanta entre 1861 y 2001 |
|                                                                   |
| Fuente ISTAT - elaboración gráfica de Wikipedia                   |